# Ярово (Московская область)
Ярово — деревня в Дмитровском районе Московской области, в составе городского поселения Дмитров. До 2006 года Ярово входило в состав Внуковского сельского округа.

## Расположение
Деревня расположена в центральной части района, примерно в 2 км юго-восточнее Дмитрова, у истока малой речки Березовец, высота центра над уровнем моря 187 м. Ближайшие населённые пункты — Ближнево на юге, Борисово на западе и Митькино на северо-западе.

## История
В 1678 году село Федоровское вместе с деревнями Митькино, Ярово, Малёнки и Дорофеево в Повельском стане значатся во владении Ивана Кирилловича Нарышкина.
Нарышкины покупают также Пересветовскую вотчнину. После Нарышкиных Федоровской и Пересветовской вотчиной владеют Разумовские (Нарышкина (в замужестве Разумовская) Екатерина Ивановна). С 1782 года объединённой вотчиной владеют князья Голицыны.
Приходской церковью для деревни была Казанская церковь в селе Подлипичье.

## Население
| 2002 | 2006 | 2010 |
| ---- | ---- | ---- |
| 31   | ↘20  | ↗27  |

На 1751 год в Ярово в 14 дворах проживало 99 человек (53 м. п.).